# Olympus OM-D E-M5
Olympus OM-D E-M5, ohlášený v únoru 2012, je bezzrcadlovka systému mikro 4/3. Svým jménem a vzhledem odkazuje na řadu kinofilmových zrcadlovek Olympus OM, technicky se ale jedná o zcela odlišný přístroj.

## Popis
Fotoaparát získal několik ocenění: Server Digital Photography Review mu ve své recenzi z dubna 2012 udělil zlatou cenu. Na tomtéž serveru zvítězil v uživatelské anketě o nejlepší fotoaparát roku 2012. Organizace EISA jej vyhlásila evropským systémovým kompaktem sezóny 2012–2013.
Základní vlastnosti:
- magnéziové tělo, prachotěsné a vodotěsné (stejně utěsněn je i setový objektiv Olympus 12–50 mm f/3,5–6,3)
- citlivost až ISO 25 600
- 16MP snímač formátu mikro 4/3, obrazový procesor TruePic VI
- pětiosá stabilizace snímače; kromě obvyklých posunů do stran stabilizátor snímač také naklání a otáčí; jedná se o první pětiosý stabilizátor v digitálním fotoaparátu
- sériové snímání rychlostí až 9 snímků/s
- velmi rychlé automatické zaostřování založené na detekci kontrastu[4]
- schopnost zobrazovat na displeji vývoj snímku v expozičním režimu B ("Live Bulb", resp. "Live Time")[5] Při něm se v hledáčku a na displeji snímek aktualizuje "během" expozice a uživateli je umožněno kontrolovat expozici. Obnovovací frekvence displeje pro tento režim může být nastavena mezi 0,5 a 60 sekundami.
- výklopný dotykový LCD OLED displej s rozlišením 610 000 pixelů.